# Estação Trône
Trône (fr) ou Troon (nl) é uma estação das linhas 2 e 6 do Metro de Bruxelas.